# Абушахметов Олександр Веніамінович
Олександр Веніамінович Абушахметов (21 липня 1954 , Фрунзе  — 10 червня 1996 , Москва ) — радянський фехтувальник на шпагах, бронзовий призер Олімпійських ігор 1980 року, чемпіон світу.

## Виступи на Олімпіадах
| Олімпіада     | Дисципліна          | Місце |
| ------------- | ------------------- | ----- |
| Монреаль 1976 | індивідуальна шпага | 26    |
| Монреаль 1976 | командна шпага      | 5     |
| Москва 1980   | індивідуальна шпага | 9     |
| Москва 1980   | командна шпага      | 3     |